# 한석명
한석명(韓錫命, 1890년 ~ ?)은 일제강점기의 경찰 출신 관료로, 본관은 청주이다.

## 생애
한성부 출신이다. 관립한성법어학교와 독일협회중학교를 졸업하여 신학문을 익힌 뒤 대한제국 말기에 내부 소속 통역관으로 임용되었다.
이때 여러 경찰서에서 통역관으로 근무한 것을 계기로, 한일 병합 조약 체결 후 얼마 뒤에는 경찰관으로 전직하였다. 경상남도 창녕군과 부산부 등지를 거쳐 경남 도경찰의 고등과 형사로 재직했다. 1925년에는 경시로 승진하여 정치범이나 사상범을 다루는 직책인 경상남도 보안과장에 임명되었다.
1928년에 조선총독부 군수로 천거되어 관계로 이동하였고, 사천군을 시작으로 동래군과 하동군 군수를 지냈다. 하동군수로 재직 중이던 1935년에 총독부가 편찬한 《조선공로자명감》에는 조선인 공로자 353명 중 한 명으로 수록되어 있다.
지방 행정에서 세운 공로를 인정받아 1931년에 훈6등 서보장을 수여받는 등 1935년을 기준으로 종6위 훈6등에 서위되어 있었다. 경찰로 근무하던 1915년과 1928년에 각각 다이쇼대례기념장과 쇼와대례기념장도 받은 바 있다.

## 사후
2002년 발표된 친일파 708인 명단의 경시 부문과 2008년 공개된 친일인명사전 수록예정자 명단 중 경찰, 관료 부문에 선정되었다. 민족문제연구소의 명단에는 장남 한복도 함께 포함되어 있다.
자매 소설가로 유명한 한무숙과 한말숙은 한석명의 딸들이다.

## 같이 보기
- 한무숙

## 참고 자료
- 한석명(韓錫命) - 국사편찬위원회